# Mini Moni Kazoe Uta ~Ofuro Version~ / Mini Moni Kazoe Uta ~Date Version~
Singles de Mini Moni
Rock 'n' Roll Kenchō Shozaichi (...)
(2003) Crazy About You
(2003)
 Mini Moni Kazoe Uta ~Ofuro Version~ / Mini Moni Kazoe Uta ~Date Version~  (ミニモニ。数え歌 ~お風呂ば~じょん~ / ミニモニ。数え歌 ~デートば~じょん~, ou Minimoni...) est le 9e single du groupe de J-pop Mini Moni (le 5e sous ce seul nom).

## Présentation
Le single sort le 14 mai 2003 au Japon sous le label Zetima, un mois seulement après le précédent single du groupe, Rock 'n' Roll Kenchō Shozaichi (...). Il est écrit et produit par Tsunku. Il atteint la 9e place du classement de l'Oricon. Il se vend à 18 581 exemplaires la première semaine et reste classé pendant six semaines, pour un total de 29 088 exemplaires vendus durant cette période. Il sortira aussi au format "Single V" (VHS et DVD) un mois plus tard, le 11 juin 2003, contenant les clips vidéo des deux chansons-titre.
C'est le deuxième disque de la nouvelle formation du groupe, avec Ai Takahashi en remplacement de Mari Yaguchi. Il est présenté comme un single "double face A", contenant en fait une même chanson interprétée en deux versions différentes, sa version instrumentale, et un quatrième titre : une reprise par la nouvelle formation de la première chanson du groupe, Mini Moni Jankenpyon!. 
La première version de la chanson-titre (~Ofuro Version~) figurera sur la compilation de fin d'année du Hello! Project Petit Best 4, tandis que la deuxième version (~Date Version~) figurera sur le deuxième album du groupe, Mini Moni Songs 2 qui sortira un an plus tard.
Membres du groupe
Mika Todd ; Nozomi Tsuji ; Ai Kago ; Ai Takahashi

## Liste des titres
Toutes les chansons sont écrites et composées par Tsunku, et arrangées par Yuichi Takahashi sauf n°3 par Takao Konishi.
| 1. | Mini Moni Kazoe Uta ~Ofuro Version~ (ミニモニ。数え歌 ～お風呂ば～じょん～)           | 4:23 |
| 2. | Mini Moni Kazoe Uta ~Date Version~ (ミニモニ。数え歌 ～デートば～じょん～)            | 4:23 |
| 3. | Mini Moni Jankenpyon! (2003 Version) (ミニモニ。ジャンケンぴょん! ～2003ば～じょん～) | 3:13 |
| 4. | Mini Moni Kazoe Uta (Original Karaoke) (...オリジナル・カラオケ)                      | 4:20 |

| 1. | Mini Moni Kazoe Uta ~Ofuro Version~ (ミニモニ。数え歌～お風呂ば～じょん～) (clip vidéo) |  |
| 2. | Mini Moni Kazoe Uta ~Date Version~ (ミニモニ。数え歌～デートば～じょん～) (clip vidéo)  |  |
| 3. | Making Eizo (メイキング*映像) (making of)                                               |  |